# 3895-ös busz
A 3895-ös jelzésű autóbuszvonal egy Tokajbusz-járat, mely a Szerencs – Tállya – Bodrogkeresztúr – Tarcal – Tokaj útvonalon közlekedik. A Volánbusz Zrt. üzemelteti nyári időszámítás alatt péntektől vasárnapig.

## Útvonala
Szerencs vasútállomásáról indul. Az állomást északnyugati irányban hagyja el, majd az Ondi útra hajt. Első település az egykori önálló község, a mára már a közeli városhoz csatolt település, Ond. A 3712-es mellékúton halad, a 98-as vasútvonallal párhuzamosan. Rátka következik, és a szomszédos Tállya. A járat egy hurkot tesz, a 39-es főúton Mádot keresi fel. Autóbusz fordulójának érintése után a 37-es főúton robog tovább, Bodrogkisfaludot szolgálja ki, majd Bodrogkeresztúrt. A Tokaj-hegyalja területén tartózkodik, a 3616-os mellékúton Tarcalt érinti, aztán ismét egy másik főúton, a 38-ason folytatja barangolását. A vonal 43. kilométerénél ér Tokajra, vasútállomására az összes indítás betér, az innen még 5 kilométerre fekvő Idősek otthona forduló megállónál végállomásozik.
Ellentétes irányban útvonala változatlan.

## Közlekedése
Az autóbuszok az imént részletezett útvonalon és vissza közlekednek a nyári időszámítás alatt péntek esti, valamint a szombat és vasárnap késő délelőttől késő estig terjedő időszakban. A járatoknak köszönhetően a fontosabb látványosságok közösségi közlekedéssel is elérhetőek, továbbá a térségben elhelyezkedő településekről Tokajba és Szerencsre bővebb eljutási lehetőségek állnak rendelkezésre. Átszállást biztosítanak Szerencs és Tokaj vasútállomásokon a személy és InterCity vonatokra Miskolc és Nyíregyháza irányába/irányából egyaránt.
| Útvonal                                     | Indításszám     | Közlekedési rend                                               |
| ------------------------------------------- | --------------- | -------------------------------------------------------------- |
| Szerencs, vá. – Tokaj, idősek otthona ford. | 2 pár           | nyári időszámítás alatt, pénteken                              |
| Szerencs, vá. – Tokaj, idősek otthona ford. | 6 oda, 7 vissza | nyári időszámítás alatt, szabadnapokon és munkaszüneti napokon |

## Látványosságok
| Település       | Látványosság                |
| --------------- | --------------------------- |
| Szerencs        | Rákóczi vár                 |
| Tállya          | Mailloth-kastély            |
| Tállya          | Európa mértani középpontja  |
| Mád             | Zsinagóga                   |
| Mezőzombor      | Sárga Borház                |
| Mezőzombor      | Filagória kilátó            |
| Bodrogkeresztúr | Bodrogkeresztúri kilátópont |
| Tarcal          | Áldó Krisztus szobor        |
| Tarcal          | Tarcali bányató             |
| Tokaj           | Tokaji-hegy, TV torony      |
| Tokaj           | Belváros                    |
| Tokaj           | Fesztiválkatlan             |

## Megállóhelyei
| 0  | Szerencs, vasútállomás végállomás                      | 0.0 km  | 3729, 3730, 3806, 3851, 3852, 3853, 3855, 3859, 3860 Füzér InterCity, gyorsvonat, Tokaj InterCity, Zemplén InterCity, személyvonat – Sárospatak [80/98/100c] |
| 1  | Szerencs, csokoládégyár                                | 0.8 km  | 3729, 3730, 3806, 3807, 3851, 3852, 3853, 3855, 3859, 3860                                                                                                   |
| 2  | Szerencs, Rákóczi utca 99.                             | 1.5 km  | 3729, 3730, 3806, 3807, 3851, 3852, 3859, 3860 |
| 3  | Szerencs, Ondi utca 58.                                | 2.4 km  | 3729, 3806, 3851 |
| 4  | Szerencs-Ond, Fő út 139.                               | 4.2 km  | 3729, 3806, 3851 |
| 5  | Szerencs-Ond, iskola                                   | 5.1 km  | 3729, 3806, 3851 |
| 6  | Rátka, vegyesbolt                                      | 7.6 km  | 3729, 3806, 3851 |
| 7  | Rátka, italbolt                                        | 8.4 km  | 3729, 3806, 3851 személyvonat – Rátka [98.] |
| 8  | Rátka, Kossuth utca 127.                               | 8.9 km  | 3729, 3806, 3851 |
| 9  | Tállya, kőbánya                                        | 12.1 km | 3729, 3806, 3808, 3851 |
| 10 | Tállya, Rákóczi utca 64.                               | 12.9 km | 3729, 3806, 3808, 3851 |
| 11 | Tállya, községháza                                     | 13.4 km | 3729, 3806, 3808, 3851 |
| 12 | Mád, Kossuth utca 72-74.                               | 19.1 km | 3807, 3808, 3852 |
| 13 | Mád, autóbusz-forduló                                  | 20.6 km | 3807, 3852 |
| 14 | Mád, Rákóczi utca                                      | 21.5 km | 3807, 3808, 3852 |
| 15 | Mád, Zempléni utca 14-16.                              | 22.1 km | 3807, 3808, 3852 |
| 16 | Bodrogkeresztúr, Kossuth utca 20.                      | 30.0 km | 1449 3874, 3881, 3885, 3892 |
| 17 | Bodrogkeresztúr, községháza                            | 31.4 km | 1449 3874, 3881, 3885, 3892 |
| 18 | Bodrogkeresztúr, tarcali elágazás                      | 32.0 km | 1449 3874, 3881, 3885, 3892 |
| 19 | Tarcal, autóbusz-váróterem (művelődési ház)            | 36.1 km | 3807, 3808 |
| 20 | Tokaj, mezőgazdasági szakmunkás iskola                 | 43.0 km | 3807, 3808, 3892 |
| 21 | Tokaj, tiszaladányi elágazás                           | 43.6 km | 3807, 3808, 3853, 3892 |
| 22 | Tokaj, vasútállomás                                    | 44.8 km | 3853, 3874, 3885, 3892, 4243, 4245 Tokaj InterCity, személyvonat – Tokaj [100c]                                                                              |
| 23 | Tokaj, gimnázium                                       | 45.6 km | 3807, 3808, 3853, 3874, 3885, 3892, 3896, 4243, 4245 |
| 24 | Tokaj, Mosolygó utca 1. (↓) Tokaj, Serház utca 38. (↑) | 46.5 km | 1449 3807, 3808, 3853, 3874, 3881, 3885, 3892, 3896, 4243 |
| 25 | Tokaj, Fesztiválkatlan                                 | 47.5 km | 3853, 3885, 3892, 3896 |
| 26 | Tokaj, Vasipari KTSZ                                   | 47.8 km | 3853, 3885, 3892, 3896 |
| 27 | Tokaj, kereskedelmi szakmunkás középiskola             | 48.3 km | 1449 3807, 3808, 3853, 3874, 3881, 3885, 3892, 3896, 4243 |
| 28 | Tokaj, egészségügyi központ                            | 48.9 km | 1449 3807, 3808, 3853, 3874, 3881, 3885, 3892, 3896, 4243 |
| 29 | Tokaj, idősek otthona forduló végállomás               | 49.2 km | 3807, 3808, 3853, 3892, 3896, 4243 |